# 1047.
◄ | 10. stoljeće | 11. stoljeće | 12. stoljeće | ►
◄ | 1010-ih | 1020-ih | 1030-ih | 1040-ih | 1050-ih | 1060-ih | 1070-ih | ►
◄◄ | ◄ | 1044. | 1045. | 1046. | 1047. | 1048. | 1049. | 1050. | ► | ►►
Arhitektura • Astronomija • Knjige • Književnost • Kršćanstvo • Medicina • Pravo • Promet • Znanost

## Smrti
- 9. listopada – Klement II., papa

## Vanjske poveznice
|  | Zajednički poslužitelj ima još gradiva o temi 1047. |